# Осанна

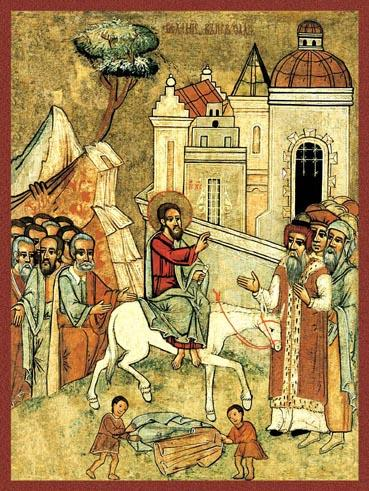
Вхід Господній у Єрусалим (руська ікона)

Оса́нна (Ошана, івр. הושענות — спаси, ми молимо) — урочистий молитовний вигук (коротка молитва), що первісно була хвалебним вигуком.

## Старий заповіт
Вираз «осанна» зустрічається в псалмі 117-м. У перекладі Огієнка «осанна» замінена на: 
|  | Просимо, Г-споди, — спаси! (Пс. 117:25) |

Євреї вигукують його під час святкової вдячної молитви.

## Новий заповіт
В  Новому Заповіті вираз «осанна» зустрічається при опису входу Господнього у Єрусалим:

- А народ, що йшов перед Ним і позаду, викрикував, кажучи: Осанна Сину Давидовому! Благословенний, хто йде у Господнє Ім'я! Осанна на висоті!(Мт. 21:9)
- А ті, що йшли перед Ним і позаду, викрикували: Осанна! Благословенний, хто йде у Господнє Ім'я!(Мр. 11:9)
- А другого дня, коли безліч народу, що зібрався на свято, прочула, що до Єрусалиму надходить Ісус, то взяли вони пальмове віття, і вийшли назустріч Йому та й кричали: Осанна! Благословенний, хто йде у Господнє Ім'я! Цар Ізраїлів! (Ів. 12:12, 13)

Вираз «осанна» включений у піснеспів Санктус, що входить до складу євхаристичних молитов практично всіх стародавніх літургій, як західних, так і східних. У богослужіннях українських церков цей піснеспів звучить так: «Свят, свят, свят, Господь Саваоф! Повні небеса і земля слави Твоєї! Осанна в вишніх! Благословен, хто йде в ім'я Господнє! Осанна в вишніх!».